# Margarida Castellano Sanz
Margarida Castellano Sanz (Torrent, L'Horta, 1981) és una professora i assagista valenciana. És professora de secundària de valencià i anglés a l'ensenyament públic del País Valencià i, actualment, professora del Departament de Didàctica de la Llengua i la Literatura de la Universitat de València. En 2013 es doctorà en Filologia a la Universitat de València amb una tesi amb menció internacional sobre la literatura postcolonial i les identitats migrants: La construcció del subjecte autobiogràfic femení en la literatura catalana de la immigració, amb què va obtenir un excel·lent cum laude.
El 2017 va guanyar el Premi Joan Fuster d'assaig amb l'assaig Les altres catalanes: Memòria, identitat i jo autobiogràfic en la literatura d'immigració que pren com a referència l'obra d'escriptores catalanes d'origen immigrant (Agnès Agboton, Asha Miró, Laila Karrouch i Najat El Hachmi) que amplien el significat de la identitat catalana en el segle xxi.
Ha sigut directora del CEFIRE específic de Plurilingüisme (2017-2019) i directora General d'Innovació Educativa i Ordenació de la Generalitat Valenciana (2019-2021).